# Martin Kove
Martin „Marty” Kove (ur. 6 marca 1946 na Brooklynie w Nowym Jorku) – amerykański aktor, reżyser i producent filmowy i telewizyjny.

## Życiorys

### Wczesne lata
Urodził się na nowojorskim Brooklynie w rodzinie żydowskiej. Chciał zostać aktorem po tym, jak wziął udział w inscenizacji w czwartej klasie. Pracował jako zastępca nauczyciela matematyki w nowojorskiej Ward Melville High School. Był wspierany przez rodziców, aby rozpocząć karierę w branży rozrywkowej. Studiował w School of the Arts na New York University.

### Kariera
Debiutował w lokalnym teatrze La MaMa Experimental TheatreClub (ETC) w sztuce Georga Büchnera Woyzeck. Grał Lenniego Smalla w przedstawieniu Johna Steinbecka Myszy i ludzie, a także w produkcjach off-broadwayowskich, w tym Volpone i Toyland.
Po raz pierwszy trafił na ekran jako Marty w komediodramacie Kobieta w Revolt (Women in Revolt, 1971). Wystąpił w komedii kryminalnej Alana Arkina Sposób na Alfreda (Little Murders, 1971) obok Elliotta Goulda i Donalda Sutherlanda, a następnie pojawił się w filmach Jamesa Ivory: komedii fantasy Dzikusy (Savages, 1975) z Susan Blakely i komediodramacie Dzikie przyjęcie (The Wild Party, 1975) z udziałem Raquel Welch i Perry’ego Kinga. Grywał także w serialach telewizyjnych, m.in. Kojak (1976), Ulice San Francisco (1976) i Aniołki Charliego (1977). Stał się rozpoznawalny dzięki roli detektywa Victora Isbeckiego w serialu Cagney i Lacey (Cagney & Lacey, 1982–1988).
W filmie Karate Kid (The Karate Kid, 1984) zagrał postać Johna Kreese’a, „złego” eksperta karate, który szkolił Johnny’ego (w tej roli William Zabka) w walce przeciw Danielowi (Ralph Macchio). Po zagraniu zdradzieckiego pilota śmigłowca w Rambo II (Rambo: First Blood Part II, 1985), ponownie wcielił się w rolę Johna Kreese’a w sequelu Karate Kid II (The Karate Kid, Part II, 1986) i Karate Kid III (The Karate Kid, Part III, 1989). W 2018 roku powtórzył tę rolę w serialu Cobra Kai.
W 2007 zdobył nagrodę Złotego Buta. Został mianowany honorowym marszałkiem podmiejskiej dzielnicy Tarzana w Los Angeles. Za rolę Lewisa w dramacie sensacyjnym Ascent (2010) z Williamem McNamarą i Davidem Chokachi zdobył nagrodę na Międzynarodowym Festiwalu Filmowym w Hoboken.

## Życie prywatne
W latach 1981–2005 był mężem Vivienne Kove. Para wychowywała wspólnie parę bliźniaków – syna, Jessego Morgana, i córkę, Rachel Olivię (ur. 2 listopada 1990).
Jest scjentologiem.

## Filmografia

### Filmy fabularne
- 1971: Kobieta w Revolt (Women in Revolt) jako Marty
- 1971: Małe morderstwa (Little Murders)
- 1972: Ostatni dom po lewej (The Last House on the Left) jako zastępca
- 1975: Dzikie przyjęcie (The Wild Party) jako Edytor
- 1975: Dzikusy (Savages) jako Archie, Bully
- 1975: Gorączka białej linii (White Line Fever) jako Clem
- 1975: Wyścig śmierci 2000 (Death Race 2000) jako Ray „Nero the Hero” Lonagan
- 1975: Capone jako Pete Gusenberg
- 1977: Biały bizon (The White Buffalo) jako Jack McCall
- 1977: Pan Bilion (Mr. Billion) jako teksaski gracz
- 1979: Siedem (Seven) jako Skip
- 1984: Karate Kid (The Karate Kid) jako John Kreese
- 1985: Rambo II (Rambo: First Blood Part II) jako Ericson
- 1986: Karate Kid II (The Karate Kid, Part II) jako John Kreese
- 1987: Porachunki Steele’a (Steele Justice) jako John Steele
- 1989: Karate Kid III (The Karate Kid, Part III) jako John Kreese
- 1992: Współczesny Gladiator (Shootfighter: Fight to the Death) jako pan Lee
- 1994: Wyatt Earp jako Ed Ross
- 1995: Rozwścieczony uciekinier (Without Mercy) jako Wolf Larsen
- 2000: Bandzior (Bad Guys) jako komandor
- 2001: Con Games jako Redick
- 2002: Bestia z mokradeł (Crocodile 2: Death Swamp) jako Roland
- 2008: The Dead Sleep Easy jako Bob Depugh
- 2014: Smak zemsty (Tapped Out) jako Principal Vanhorne
- 2019: Once Upon a Time in Hollywood

### Seriale TV
- 1974: McCloud jako Punk
- 1974: Gunsmoke jako Guthrie
- 1974: McMillan i jego żona (McMillan & Wife) jako Joe Smith
- 1975: Rekruci (The Rookies) jako Jimmy Jay
- 1976: Kojak jako Burl Slote
- 1976: Ulice San Francisco jako Willis Hines
- 1977: Code R jako George Baker
- 1977: Aniołki Charliego jako Georgie
- 1977: Prywatny detektyw Jim Rockford (The Rockford Files) jako Harry Smick
- 1978: Barnaby Jones jako Greg Saunders
- 1978: Niesamowity Hulk (The Incredible Hulk) jako Henry 'Rocky' Welsh
- 1979: CHiPs jako Sherwood
- 1979: Starsky i Hutch jako Jimmy Lucas
- 1979: Barnaby Jones jako Stan Benson
- 1982–1988: Cagney i Lacey (Cagney & Lacey) jako detektyw Victor Isbecki
- 1985: Strefa mroku (The Twilight Zone) jako Joe Farrell
- 1985: Napisała: Morderstwo jako dr Ellison
- 1989: Hard Time on Planet Earth jako Jesse
- 1993: Legendy Kung Fu (Kung Fu: The Legend Continues) jako Chi'Ru Master
- 1993: Opowieści z krypty jako detektyw
- 1993: Renegat jako Mitch Raines / Goliat
- 1994: Prawo Burke’a (Burke’s Law) jako Joe Tanner
- 1994: Legendy Kung Fu (Kung Fu: The Legend Continues) jako Chi'Ru Master
- 1995: Strażnik Teksasu jako Fred Kimble
- 1995: Herkules (Hercules: The Legendary Journeys) jako Demetriusz
- 1998: Diagnoza morderstwo jako kapitan. Walter Newman
- 1998: V.I.P. jako pan Scornabacho
- 1999: Diagnoza morderstwo jako kapitan. Walter Newman
- 2001: Czarny skorpion (Black Scorpion) jako Jack Ames / Firearm
- 2015: Zabójcze umysły jako John Folkmore
- 2018: Cobra Kai jako John Kreese